# Chen Maiping

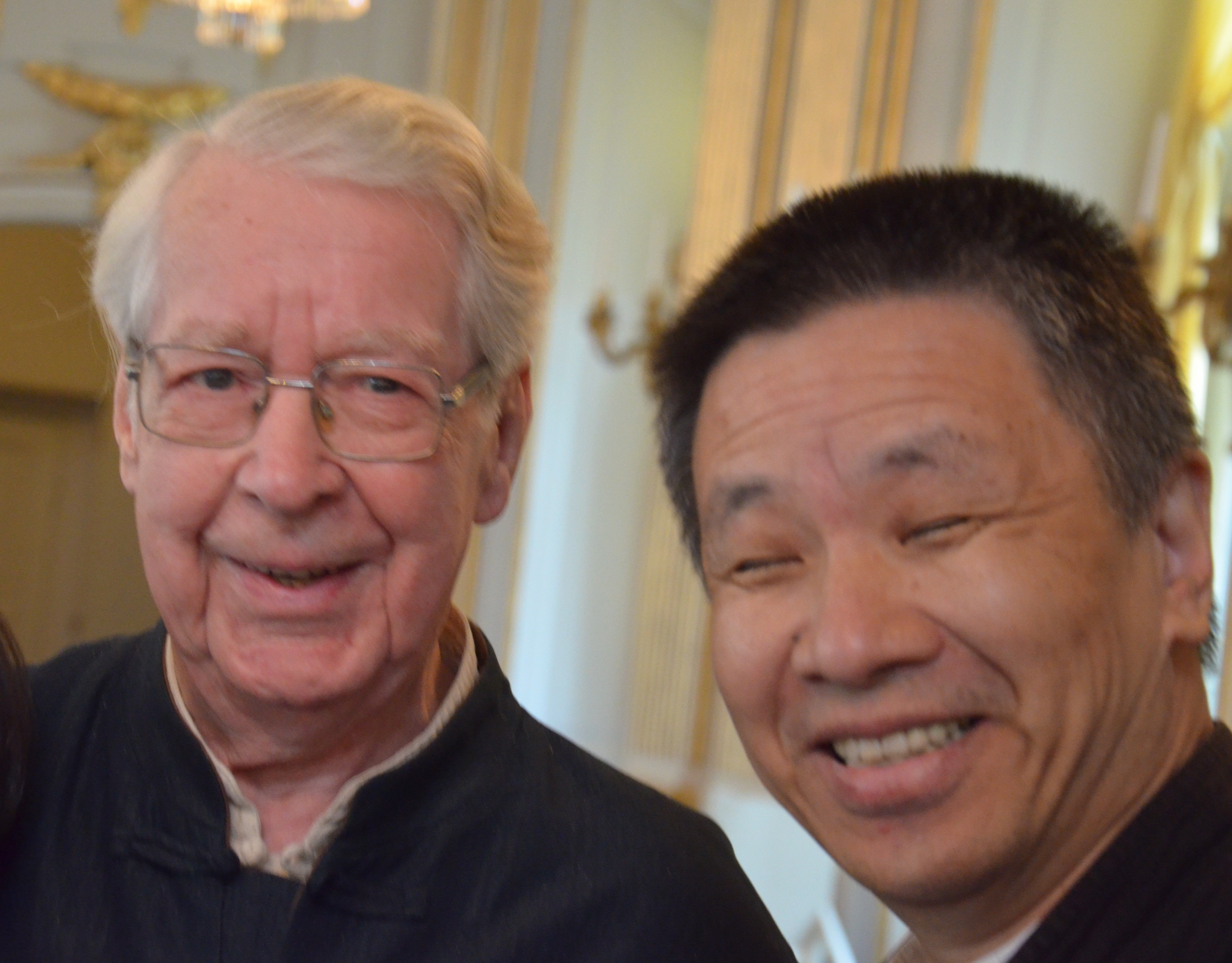
Chen Maiping (till höger) tillsammans med Göran Malmqvist vid Svenska Akademiens tillkännagivande av Nobelpriset i litteratur 2012 till Mo Yan, 11 oktober 2012

Chen Maiping (traditionell kinesiska: 陳邁平; förenklad kinesiska: 陈迈平; pinyin: Chén Màipíng), född 4 november 1952 i Changshu i Jiangsuprovinsen, är en kinesisk författare och poet bosatt i Sverige, känd under pseudonymen Wan Zhi (万之). Han har skrivit främst noveller och har även översatt litteratur från engelska och svenska till kinesiska.
Chen skrev i slutet av 1970-talet och början av 1980-talet flitigt i det av staten icke-sanktionerade, underjordiska litteraturmagasinet Jintian (Idag). Det ledde till att han fick myndigheternas ögon på sig, och sedan 1986 lever han i exil. Efter massakern på Himmelska fridens torg 1989 återupprättade han Jintian för både exilkineser och regimkritiker i Kina.
Chen flyttade till Sverige 1990. Han har i Sverige bland annat undervisat i kinesiska på Stockholms universitet och arbetat som översättare. Han har varit vice ordförande och generalsekreterare för den oberoende kinesiska PEN-klubben. Från mars 2009 till maj 2011 var han ledamot av Svenska PEN:s styrelse.[källa behövs] Han är gift med översättaren och bibliotekarien Anna Gustafsson Chen, som bland annat har översatt Nobelpristagaren Mo Yan till svenska.

## Priser och utmärkelser
- 2015 – Svenska Akademiens tolkningspris